# Жіноча освіта

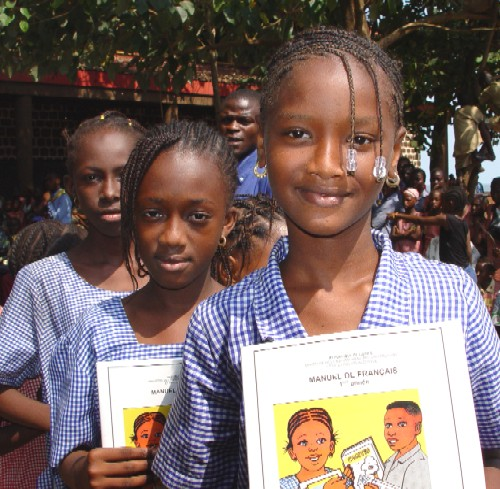
Школярки в Гвінеї, 2007

Жіноча освіта (англ. Female education) — це освіта жінок та дівчат (початкова, середня, вища), а також складний комплекс питань навколо неї, що включають сексизм в освіті, гендерну рівність та доступ до освіти. Освіта жінок та дівчат важлива для подолання бідності, контролю приросту населення, рівня життя та благополуччя громад. Серед суміжних тем одностатеве навчання та релігійна освіта жінок.
Гендерна дискримінація в освіті є комплексною проблемою: жінки й дівчата стикаються як з явними бар'єрами для вступу до школи, такими як прямі законодавчі заборони, дитячі шлюби, ранні вагітності, хатню роботу, насильство проти жінок, спротив родини та релігії, сексуальне насильство у школах, відсутність засобів гігієни, зокрема, менструальної (більше характерних для країн, що розвиваються), та прихованою системною дискримінацією, як-от нерівність у галузі STEM, прихований навчальний план та гендерні стереотипи, згвалтування у кампусах, глибоко вкоріненою навіть у Європі та Північній Америці.
Доведено, що підвищення рівня освіти дівчат чітко покращує здоров'я та економічне майбутнє молодих жінок, а це, в свою чергу, розширює перспективи їх громад загалом. Рівень смертності немовлят у матерів з початковою освітою вдвічі менший, ніж немовлят неписьмених жінок. У найбідніших країнах світу 50% дівчат не відвідують середньої школи. Проте кожен додатковий рік навчання для дівчаток збільшує їхній дохід за життя на 15%. Потенціал заробітку жінок покращує рівень життя їх дітей, оскільки жінки інвестують більше за чоловіків власних доходів у свої сім'ї. У деяких країнах Африки, як-от Буркіна-Фасо, дівчата не ходять у школу через відсутність туалетів для дівчаток.
Освіта підвищує рівень здоров'я жінки (та її партнера та сім'ї) і поінформованості про здоров'я. Підвищення освіти та кваліфікації жінок корелює з пізнішим початком жінками сексуального життя, відстрочення першого шлюбу та перших пологів. Освіта збільшує рівень використання контрацептивів та знижує рівні ІПСШ, а також доступність ресурсів жінкам, які розлучаються або потерпають від домашнього насильства. Освіта покращує спілкування жінок з партнерами та роботодавцями та рівень їх громадянської участі. Довша освіта збільшує ймовірність не народжувати дітей або не мати офіційного шлюбу, але збільшує ймовірність тривалих партнерських відносин.
Освіта дівчат (і розширення можливостей жінок в цілому) у країнах, що розвиваються, призводить і до швидшого розвитку, і до швидшого зменшення приросту населення, відіграючи значну роль у вирішенні екологічних проблем. За оцінками проєкту Зниження навчання дівчат є 6-ю найефективнішою дією проти зміни клімату (попереду сонячних ферм, атомної енергетики, лісорозведення та багатьох інших заходів).
За дослідженням 4-тої Всесвітньої конференції ООН з питань жінок, освіта жінок в Африці спричинює покращення сімейного здоров'я, підвищення рівня оплати праці, доступного для жінок, поліпшення стандартів якості дитячого розвитку та більшу залученість жінок до прийняття рішень, які можуть вплинути на суспільство в екологічному, політичному, соціальному та економічному планах.
Через глобальні наслідки жіночої освіти для суспільство Цілями сталого розвитку ООН до 2030 року визначено пом’якшення нерівності в освіті для жінок (Ціль 4 "Якісна освіта для всіх") та глибоко пов’язана "Гендерна рівність" (Ціль 5). 

## Поширеність
Cписок країн за середньою кількістю років перебування жінок (від 25 до 34 років) в освітніх закладах (початкової, середньої і вищої освіти), опублікований Інститутом показників і оцінки здоров'я (Institute for Health Metrics and Evaluation) в 2010 році. Включає тільки країни з середніми показниками 12 років або більше.
| Ранг | Країна чи територія | Років в середньому |
| ---- | ------------------- | ------------------ |
| 1    | Канада              | 15.0               |
| 2    | Норвегія            | 14.9               |
| 3    | Південна Корея      | 14.6               |
| 4    | Швеція              | 13.9               |
| 5    | США                 | 13.9               |
| 6    | Японія              | 13.9               |
| 7    | Чехія               | 13.8               |
| 8    | Ізраїль             | 13.8               |
| 9    | Росія               | 13.8               |
| 10   | Нова Зеландія       | 13.6               |
| 11   | Велика Британія     | 13.6               |
| 12   | Бельгія             | 13.4               |
| 13   | Данія               | 13.4               |
| 14   | Фінляндія           | 13.4               |
| 15   | Словаччина          | 13.3               |
| 16   | Україна             | 13.3               |
| 17   | Болгарія            | 13.2               |
| 18   | Ірландія            | 13.2               |
| 19   | Литва               | 13.2               |
| 20   | Грузія              | 13.1               |
| 21   | Польща              | 13.1               |
| 22   | Румунія             | 13.1               |
| 23   | Білорусь            | 13.0               |
| 24   | Латвія              | 13.0               |
| 25   | Швейцарія           | 13.0               |
| 26   | Греція              | 12.9               |
| 27   | Словенія            | 12.9               |
| 28   | Молдова             | 12.8               |
| 29   | Німеччина           | 12.7               |
| 30   | Угорщина            | 12.6               |
| 31   | Нідерланди          | 12.6               |
| 32   | ОАЕ                 | 12.6               |
| 33   | Австралія           | 12.5               |
| 34   | Естонія             | 12.5               |
| 35   | Франція             | 12.5               |
| 36   | Куба                | 12.4               |
| 37   | Італія              | 12.4               |
| 38   | Киргизстан          | 12.3               |
| 39   | Узбекистан          | 12.3               |
| 40   | Китай               | 12.2               |
| 41   | Казахстан           | 12.2               |
| 42   | Таджикистан         | 12.2               |
| 43   | Азербайджан         | 12.1               |
| 44   | Хорватія            | 12.1               |
| 45   | Кувейт              | 12.1               |
| 46   | Австрія             | 12.0               |

## Наслідки
З перемогами суфражизму формальна освіта стала символом прогресу та кроком до гендерної рівності. Проте для досягнення рівності необхідний цілісний підхід.

### Зменшеннянасильства проти жінок
У Пакистані (2013) виявлено, що чим вищий формальний рівень освіти жінки, тим з меншою ймовірністю проти неї вчинять фізичне насильство різних форм у різних громадах (сільських та міських). Освіта в дослідженні наголошувалася як необхідне рішення для усунення насильства. Освіта жінок є важливим інструментом для усунення насильства та подолання економічної залежності жінок від чоловіків. Гілларі Клінтон згадувала напад на Малалу Юсафзай у Пакистані та викрадення дівчат у Чібоку (Нігерія), використовуючи освіту дівчат як фокус.
Іммігрантки-латиноамериканки – група, яка сильно постраждала від домашнього насильства, після 11-тижневої програми, зосередженої на самооцінці, обізнаності про домашнє насильство та здорових стосунках з наголосом на діалозі, критичному мисленні та емоційному самопочутті, відзначали сильніше почуття контролю над власним життям, що є важливою життєвою навичкою, попри неписьменність.

### Розширення можливостей жінок
Система освіти відіграє центральну роль у розвитку інтересу дівчат до різних предметів, включаючи STEM, і може сприяти розширенню можливостей жінок шляхом надання рівного доступу та отримання вигоди від якісної освіти. Жінки можуть бути неписьменними, але все одно стають уповноваженими (Marrs Fuchsel, 2014).  

### Вплив на економіку
Соціально-економічний вплив освіти жінок активно досліджують в міжнародному розвитку. Вищі рівні освіти жінок в регіонах мають тенденцію корелювати з високими рівнями розвитку. Освіта жінок збільшує їх заробіток та веде до збільшення ВВП. Метааналіз 35 досліджень професійного та ділового навчання жінок у країнах з низьким та середнім рівнем доходу виявив, що ці типи навчання позитивно впливають на зайнятість та дохід, а наслідки навчання посилюються зі зростанням гендерної спрямованості програми.

### Вплив на довкілля
Освіта дівчат (та розширення можливостей жінок в цілому) у країнах, що розвиваються, призводить до швидшого розвитку та швидшого зменшення приросту населення. Це значно впливає на екологічні проблеми, такі як зміна клімату. Навчання дівчат є шостою найефективнішою дією проти кліматичних змін (попереду сонячних ферм, атомної енергетики, лісорозведення та багатьох інших заходів).

## Історія та сучасність

### Африка
Однією з найпомітніших структур, яка вплинула на освіту жінок у доколоніальній Західній Африці, були підготовчі "Школи Буша", курси яких часто закінчували майже на 100%. Курси були організовані жінками і мали сплановану, структуровану навчальну програму з навичок рибальства, готування, ткання, прядіння бавовни, дбання за волоссям, виготовлення кошиків, музичних інструментів, каструль та рибальських сіток. Значна частина стипендій та досліджень цих шкіл походила від шкіл Бунду в Сьєрра-Леоне. Також дівчаток часто навчали про репродуктивну освіту, наприклад, контрацепцію та навички виховання дітей.У школах Бунду жінки отримують освіту з лікувальних трав та лікарських навичок. Ці школи не просто йшли за програмою, а давали передавали культурні цінності і були центрами жіночої сили. Незважаючи на колоніальний та постколоніальний ідеал про те, що жінок слід навчати лише для декоративних або материнських ролей, ці інститути навчили жінок виконувати центральні економічні, корпоративні та сімейні ролі у своїх громадах.

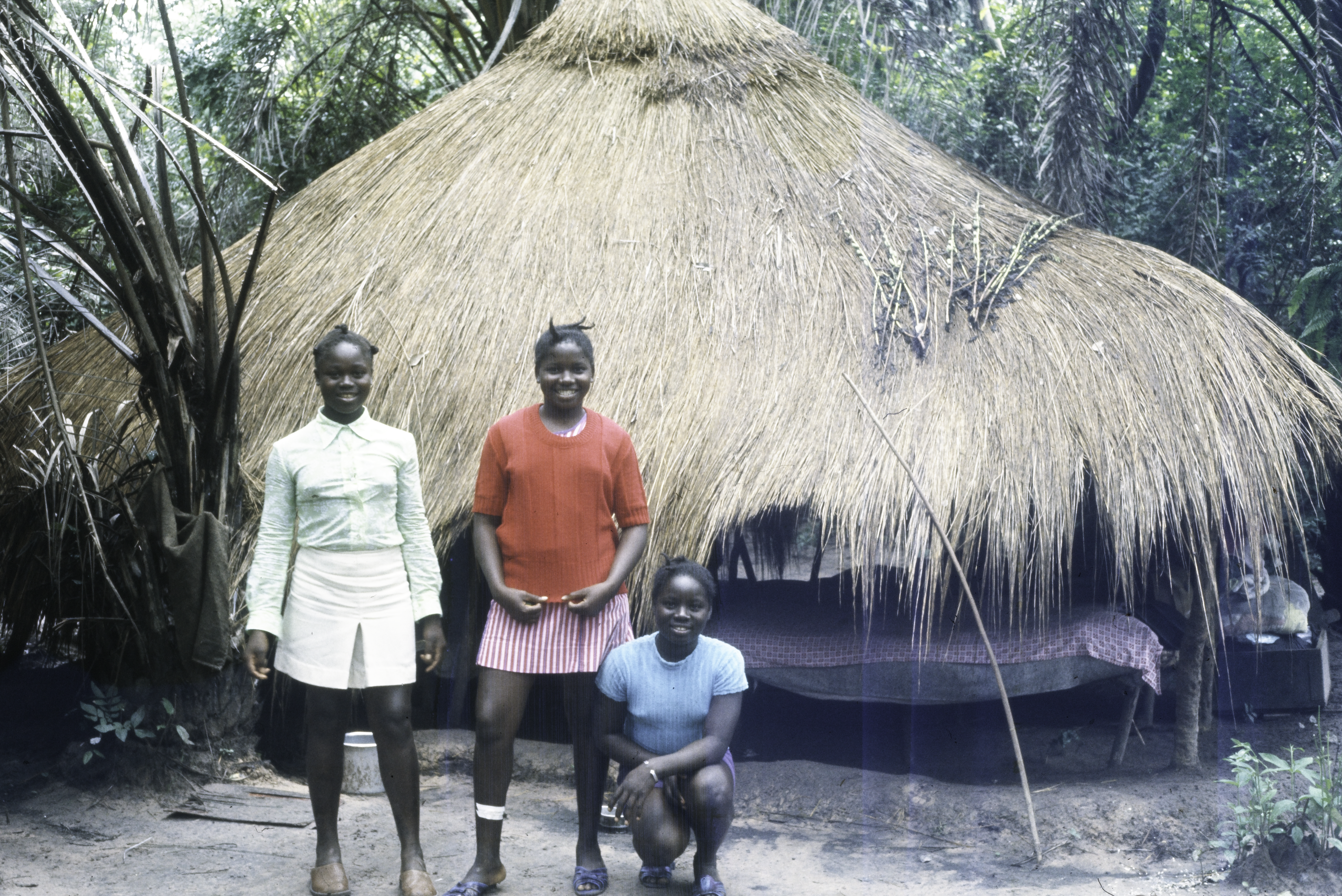
Три учениці середньої школи в Германгоно, Гвінея-Бісау під час колоніальної війни, 1974

Ранні колоніальні форми навчання на західноафриканських узбережжях, особливо серед людей Дагомея, Асанте та Йоруби, започаткували місіонери. В 1529 році король Португалії Іоанн III наказав відкривати школи та забезпечувати освіту в галузі "релігійної думки, читання та письма". Для жінок це принесло європейські ідеї жіночності, що часто контрастували з ролями жінок в економіці, суспільстві чи в родині.
Християнські місіонери 19 століття відкрили в Африці навчальні методи, орієнтовані на хлопців. Після ранніх експериментів вони зупинились на пропаганді ідеології домашньої жіночності в навчанні дівчат. У ПАР після 1820 року шотландські місіонери вирішили, що жінкам достатньо базової освіти, щоб підготувати їх до пропаганди християнства в домівках. Вони не дозволяли вчителькам працювати на території шотландської місії та затримали створення відділу для дівчат в інституті Лавдейл. Врешті, нове керівництво мало ширше бачення, як підняти дух корінних жінок, щоб вони могли просувати християнство. Мусульмани з Індії, які приїхали до Східної Африки, наприкінці 19 століття провели вкрай обмежувальну політику проти шкільного навчання для своїх дівчат.
Жінки Ігбо мали асоціації Мікірі, економічні та соціальні форуми, де жінки обговорювали прямі дії для реалізації своїх інтересів, які здебільшого британський колоніальний уряд не розумів та ігнрував. Отже, вводячи школи в регіон, британці ігнорували навчання жінок, щоб заповнити економічні ролі в громаді. Освітній ідеал чоловіків як "годувальників" у Західній Африці запровадили британські колонізатори.
Однією з груп, яких навчали, були діти змішаної раси, як правило, чоловіки, і корінні діти, як правило, жінки. Дітей голландських торговців та корінних жительок вилучили з корінних громад та помістили в голландських навчальних закладах Гани, де хлопців виховували для військової кар′єри у голландській армії, а дівчат — для шлюбу з голландськими офіцерами у регіоні.
Колонізуючі країни впливали та керували корінним населенням і через освіту матерів. У Гані методисти-місіонери проводили заняття, навчаючи західним методам гігієни пологів матерів та вагітних за каноном материнства середнього класу Європи, ігноруючи цінності материнства в суспільствах Асанте.
У сучасній Західній Африці збереглися багато цінностей західної колоніальної освіти, попри зникнення інфраструктури та фінансування.

##### Сучасність і проблеми
43,6% чоловіків і лище 35,4% жінок закінчили початкову освіту, середню закінчили 6,0% чоловіків та 3,3% жінок, а повну вищу мають 0,7% чоловіків і 0,2% жінок. За останні декади африканські країни пріоритетизували освіту як напрям політики для розбудови держав, і швидке зростання кількості навчальних закладів на всіх рівнях значно збільшило освітні можливості жінок. Проте досягненню рівності заважають економічні фактори, фактори, пов'язані зі школою, соціальні та культурні фактори.
Однією з причин є ідеал "годувальника": в умовах бідності сім'ї обирають навчати хлопчиків, а не дівчат. У Кенії 47% сільського населення та 27% міського населення живуть за межею бідності, мусячи нести майже 60% вартості початкової освіти. В опитуванні середини 90-х 58% дозволили кинути освіту дочкам і лише 27% синам. Жінок до того ж розглядають як основних виконавиць безоплатної доглядової роботи.
Тип освіти, яку отримують жінки, її якість та тривалість безпосередньо залежать від розташування шкіл. Багато батьків не дозволяють малим дітям ходити далеко від дому, в а селах відстань до школи значна.
Різні форми сексуального насильства та домагань у школах та поза ними (у ПАР один з найвищих рівнів секснасильства, включаючи згвалтування немовлят та лесбофобні згвалтування. Гвалтівниками в школах є як учні, так і вчителі) і їх ризики є дуже поширеними бар'єрами для вступу дівчат. Насильство знижує як успішність навчання, так і перериває його: спричиняє небажані вагітності, передчасне материнство та ранні шлюби, які відрізають дівчатам доступ до освіти.
У деяких країнах Західної Африки побутують стереотипи, що хлопчики ніби-то розумніші та працьовитіші за дівчат. Опитані гвінейські шкільні вчителі, особливо в селах, вважають, що хлопці краще засвоюють уроки, розумніші і працюють більше, що дівчата мають менше амбіцій, докладають менше зусиль, рідко добре відповідають на запитання та мають поганий рівень французької. Крім того, від дівчат очікується ручна праця з підтримання школи в чистоті.
У навчальній програмі та методах є брак обізнаності про гендер, існують стереотипи та сексизм, що набагато гірше впливає на дівчат, ніж на хлопців. У багатьох африканських країнах поширені міфи про "нечистоту" жінок і дівчат, які мають клітор, про "нечистоту" менструацій, очищення від ВІЛ/СНІД сексом із незайманкою, стереотипи про жіночий інтелект. Жінки часто ставляться до навчання негативно і не можуть повно використовувати здібності. В середній та вищій школі жінкам, як правило, дають вивчати більш "жіночі".курси, такі як домашня економіка, заняття ремеслами або біологія.
Розриви зберігаються у вищій освіті: лише понад 20% жінок навчаються на вищому рівні в усіх країнах Африки на південь від Сахари, а в Нігері це 15%. Це сприяє браку жінок на керівних та адміністративних посадах вищого рівня.
Все більше літератури вказує, як офіційні навчальні заклади спрямовують жінок у сфери роботи з нижчими заробітками, відводячи їх від робіт з вищою зарплатою. Дівчата Субсахари мають нижчі бали з математики та природничих наук. Широко досліджена тенденція ставити дівчат на посади канцеляристок після школи.
Гендерні диспропорції на ринку праці породжують гендерні стереотипи про роль жінки в суспільстві.
Африка на південь від Сахари: на початку 1960 року 25% дівчат закінчили початкову, 1% середню та 0,1% вищу освіту. До 2006 року показники становили 89%, 28% та 4%. Освіта жінок на всіх рівнях зростає. Індекс гендерного паритету для зарахування до початкової школи становив: 0,77 у 1980, 0,81 у 1990, 0,89  у 2000 та 0,92 у 2006 роках. У Гамбії, Гані, Малаві та Замбії коефіцієнт прийому жінок перевищує рівень прийому чоловіків.
В Нігерії освіту розглядають як інструмент формування політики, адже освіта жінок впливає на "зростання населення, здоров'я, харчування, народжуваність, дитячу смертність та зміни в продуктивності та заробітках жінок". Однак існує і занепокоєння, що жінки відчужуються від своїх культур корінних народів і не отримують освіту за цінностями, які зазвичай отримували через доколоніальні освітні системи.

### Ісламські країни

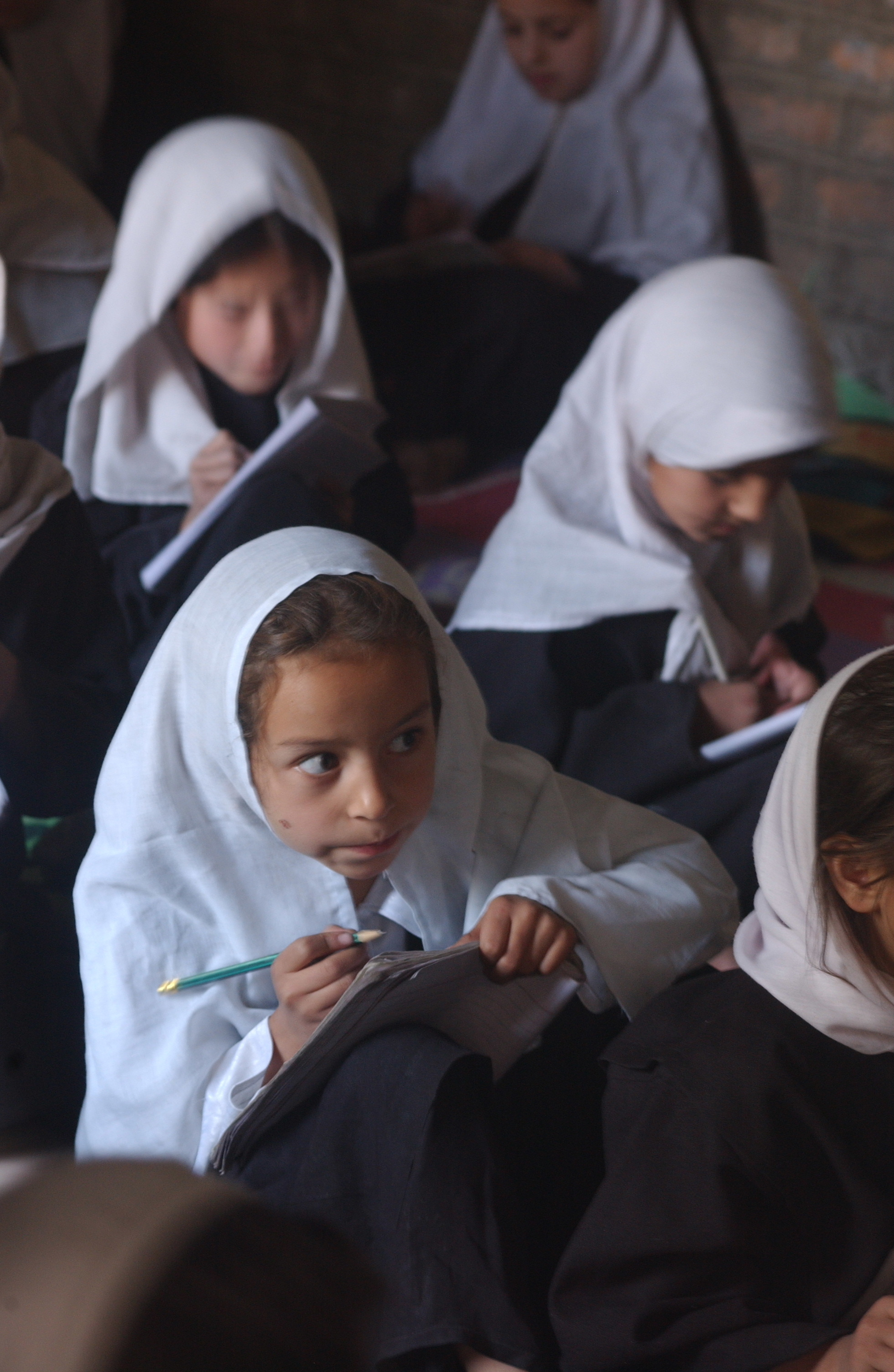
Клас для дівчат в Афганістані, 2002 рік

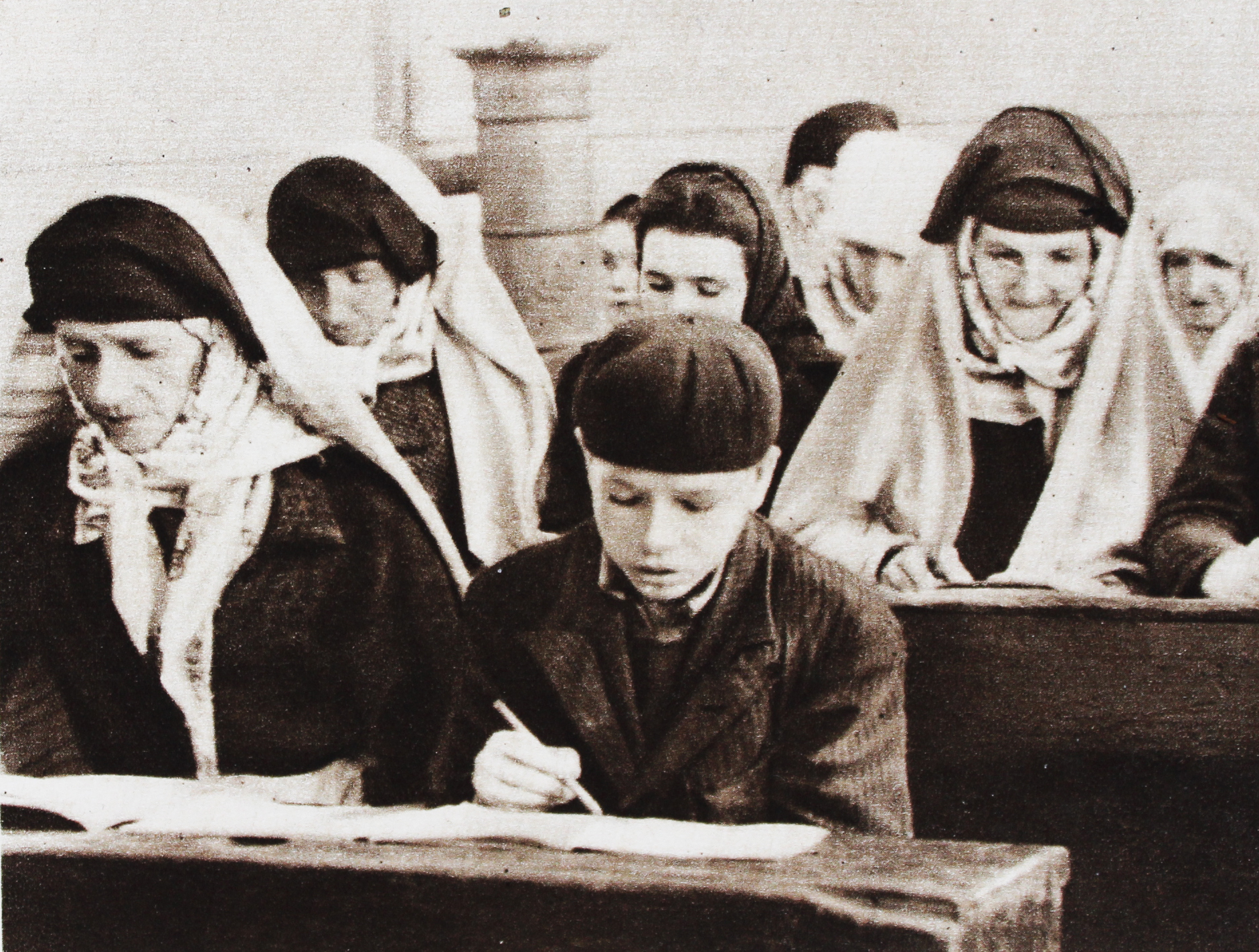
Боснійки-мусульманки та християнки вчаться читати та писати, 1948

Жінки в ісламі відіграли важливу роль у заснуванні багатьох навчальних закладів, як-от заснування Фатімою аль-Фірі медресе Аль-Карауїн, яку дехто вважає найстарішим постійно діючим навчальним закладом світу. Це продовжилося аж до династії Айюбідів у 12-13 століттях, коли в Дамаску було створено 160 мечетей (місць поклоніння) та медресе (місць навчання), 26 з яких фінансували жінки через вакф (закон про благодійні довіри). Половина всіх королівських покровителів цих установ також були жінками. Хоча до XII ст. жінки становили не більше 1% ісламських учених, після цього число науковиць значно зросло. У XV ст. Аль-Сахаві присвятив цілий том 12-томного біографічного словника al-Ḍawʾ al-lāmiʻ жінкам-вченим, давши інформацію про 1075 з них.
З ісламістськими рухами і шаріатом здобутки попередніх епох у жіночій освіті швидко руйнуються, хоча ісламки потребують вищої освіти, а їхніх здібностей достатньо для її отримання. Можливості отримання освіти для жінок потребують більше національної уваги та меншої кількості нормативних актів.

##### Іран
Після ісламської революції 1979 р. Іран знаходився під контролем шаріату. Жінки змушені носити закритий одяг, їм заборонено ходити до тієї ж школи, що і чоловіки. Останні 30 років питання жіночої освіти постійно дискутувалося. Іранки справді мають бажання та можливості продовжувати подальшу освіту. За дослідженнями, 42% студенток обирають четвертий курс середньої школи, тоді як 28% студентів обирають навчання, щоб вступити до університету. Понад те, жінки мають набагато більшу ймовірність скласти вступні іспити в коледжі, ніж чоловіки.
Ісламська вища освіта містить 5 рівнів: асоційований, бакалаврський, магістерський, професійний та спеціалізований. До революції гендерний розрив був очевидним на рівні магістра і спеціалізованій докторантурі, де жінок лише 20% та 27%. Через 30 років, у 2007 відсоток жінок у магістратурі зріс до 43%, а для спеціалізованого докторського ступеня до 33%. Зросла кількість не лише студенток, а й викладачок. 20 років тому лише 6% професорів та 8% асоційованих професорів були жінками. У 2004 це 8% та 17%.

### Азія

#### Китай
Поряд із звичаєм бинтування ніг китайським дівчаткам, поширеним до кінця XIX ст., доброчесністю жінки вважалась її недостатня обізнаність. З приходом численних християнських місіонерів з Британії та США до Китаю в XIX столітті, деякі з яких брали участь у створенні шкіл для жінок, жіноча освіта почала отримувати певну увагу.
Через звичаєву заборону жінкам перебувати поруч із чоловіками китаянки не хотіли лікуватися у західних лікарів-чоловіків. Тому лікарка-місіонерка, докторка Мері Х. Фултон була направлена Радою з питань закордонних місій Пресвітеріанської церкви (США) для заснування першого медичного коледжу для жінок у Китаї.
З 1931 по 1945 рік неосвічених жінок було понад 90%, а більшість освічених закінчили лише початковий рівень. У 1950-х, після створення КНР, уряд розпочав цивілізаційний проєкт у містах і селах, що дозволив великій кількості жінок середнього навчитися елементарному письму, читанню та розрахунку в місцевих школах.
У 1980-х центральний уряд ухвалив закон про освіту, який вимагав від органів місцевого самоврядування сприяти обов′язковому 9-річному навчанню. До 1960-х кількість учнів у початковій школі становила 20%. Через 20 років після публікації закону, у 1995 відсоток зріс до 98,2%. До 2003 року частка жінок, які кинули середню школу, зменшилася до 2,49%.
Згідно з 5-м переписом населення 2000 року, середня тривалість навчання жінок сягає 7,4 років (на 0,8 року менше за чоловічу). Розрив у вищому рівні освіти більший у сільській місцевості, де батьки використовують обмежені ресурси для навчання синів, вважаючи, що сини здатні приносити більше, а їхній внесок у сім’ю в майбутньому значнішим, ніж від дочки. Хлопчикам надають більше можливостей подальшого навчання, особливо після середньої школи. Ця різниця стала більш очевидною в університетах.
Порівняно з 1977 роком, коли було відновлено вступні іспити до коледжів, загальний вступ зріс з 4,8% до 74,86%. Та попри рівні права на загальну освіту, жінки вимушені прикладати більше зусиль на вступному іспиті в китайський коледж (Gaokao). Це не публічне правило, а загальноприйнятий консенсус серед більшості приймальних комісій китайських університетів.

#### Індія
До і після набуття Незалежності Індія робила активні кроки щодо статусу та освіти жінок. Згідно з 86-м Законом про внесення змін до Конституції 2001 року, початкова освіта є основним правом дітей від 6 до 14 років. Уряд зобов’язався забезпечити цю освіту безкоштовно і зробити її обов’язковою. Основними схемами, що сприяють зростанню жіночої освіти, є наступні: 
- Програма Махіла Самах'я: розпочата в 1988 році в результаті Нової освітньої політики (1968) для розширення прав і можливостей жінок із сільських районів, особливо соціально та економічно маргіналізованих груп.[50]
- Схема Кастурби Ганді Баліки Відялая (КГБВ): розпочата в липні 2004 р. з метою забезпечити навчання дівчат на початковому рівні. Це насамперед для малозабезпечених та сільських районів, де рівень грамотності жінок дуже низький. Створені школи мають 100% резервацію: 75% для відсталих класів та 25% для жінок з вищою освітою (нижче рівня бідності).
- Національна програма навчання дівчат на початковому рівні: розпочата в липні 2003 року. Це був стимул звернутися до дівчат, до яких ДСА не зміг дістатись інакше.[51]

### Європа

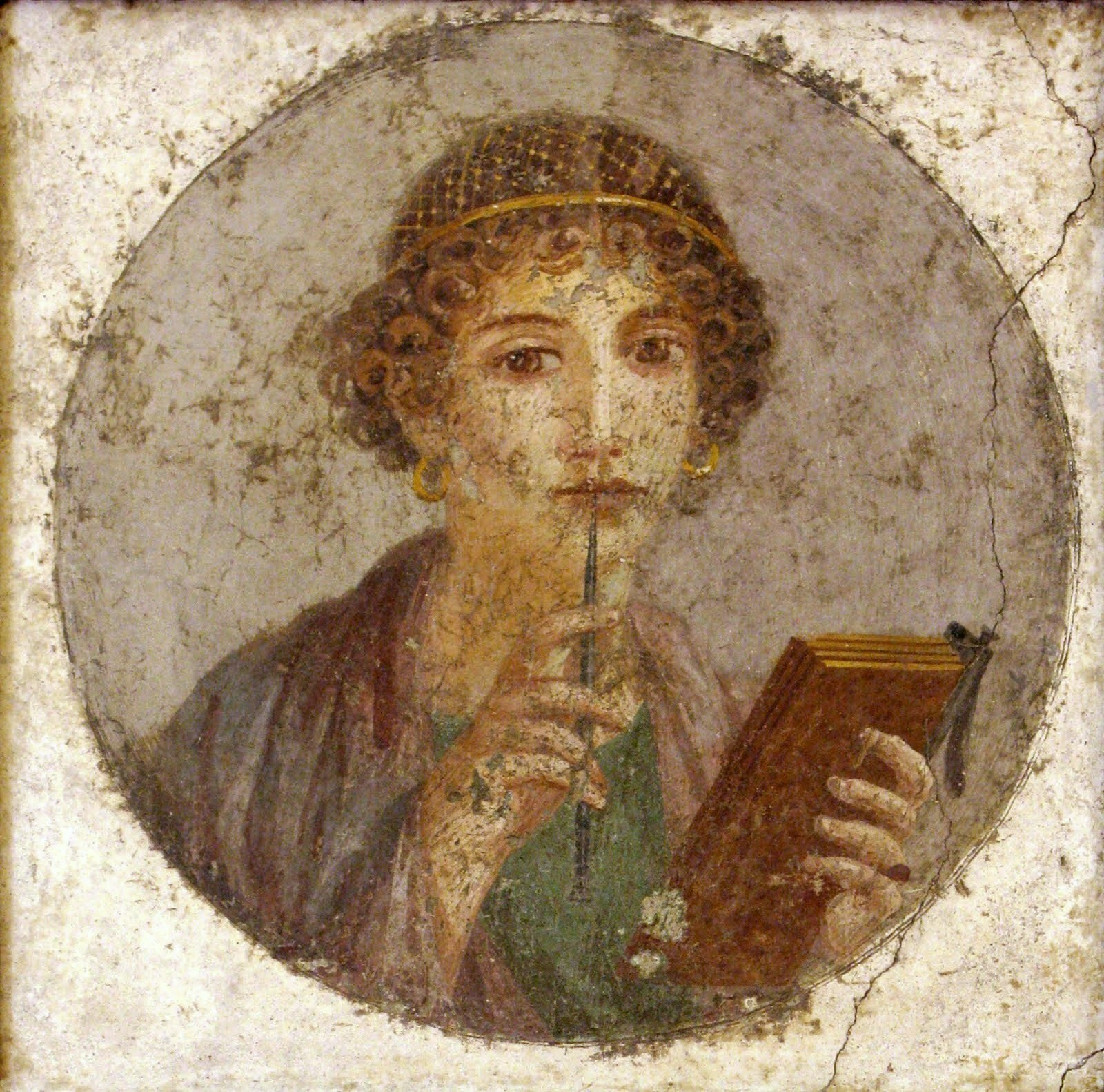
Портрет жінки зі стилусом, Помпеї, сер. 1 ст. н. е.

У Стародавньому Римі жінки вищого класу були добре освіченими, історики-чоловіки схвально згадували їх навчання та вдосконалення.Корнелія Метелла відзначилася знаннями геометрії, літератури, музики та філософії. На настінних картинах Помпеї жінки частіше за чоловіків зображені з письмовими знаряддями. Деякі жінки мали достатні знання римського права та ораторську підготовку, щоб вести судові справи від свого імені або від імені інших. Серед занять, які вимагали освіти, жінки могли бути писарками та секретарками, каліграфками та художницями.
Деякі з римських дівчат ходили до лудуса. Хлопчики та дівчатка отримували освіту або разом, або за подібними методами та навчальною програмою. Дівчата брали участь у публічних релігійних фестивалях та співали передові хорові композиції, які вимагали б офіційної музичної підготовки.
У римо-католицькій традиції турбота про освіту жінок виразилася ще з часів Катехитичної школи в Олександрії, яка в 200-х роках нашої ери мала курси як для чоловіків, так і для жінок. Пізніші церковні письменники, такі як св. Амвросій, св. Августин і св. Ієронім, залишали в монастирях навчальні листи для жінок, які вони або засновували, або підтримували. У середні віки створено декілька релігійних інститутів із міністерствами, що займаються питаннями жіночої освіти. У ранньомодерний період цю традицію продовжували урсулинки (1535) та Релігійна Церква Пресвятого Серця Марії (1849). Сучасні монастирські школи зазвичай не обмежуються лише католицькими учнями. Учні в сучасній монастирській освіті можуть бути хлопцями (особливо в Індії).

#### Суфражистська реформа освіти
Першою книгою британської суфражистки Мері Волстонкрафт була "Думки про освіту дочок" (1787).
Лаура Бассі першою з жінок здобула у 1732 докторський ступінь філософії в Болонському університеті в Італії і викладала там фізику з зарплатнею, свого часу найвищою, та першою вступила до Академії наук Болонського інституту.
Наприкінці XIX ст. у тодішній російській провінції Польща у відповідь на відсутність вищої підготовки жінок був організований так званий Летючий університет, де польські вчені приховано навчали жінок. Найвідомішою його студенткою була Марія Склодовська-Кюрі, дворазова нобелівська лауреатка.
Багато освіти спрямовувалося через релігійні установи. Не всі з них навчали жінок лише для шлюбу та материнства; наприклад, погляди квакерів на жінок дозволили забезпечити велику рівність від заснування деномінації в середині 17 століття.

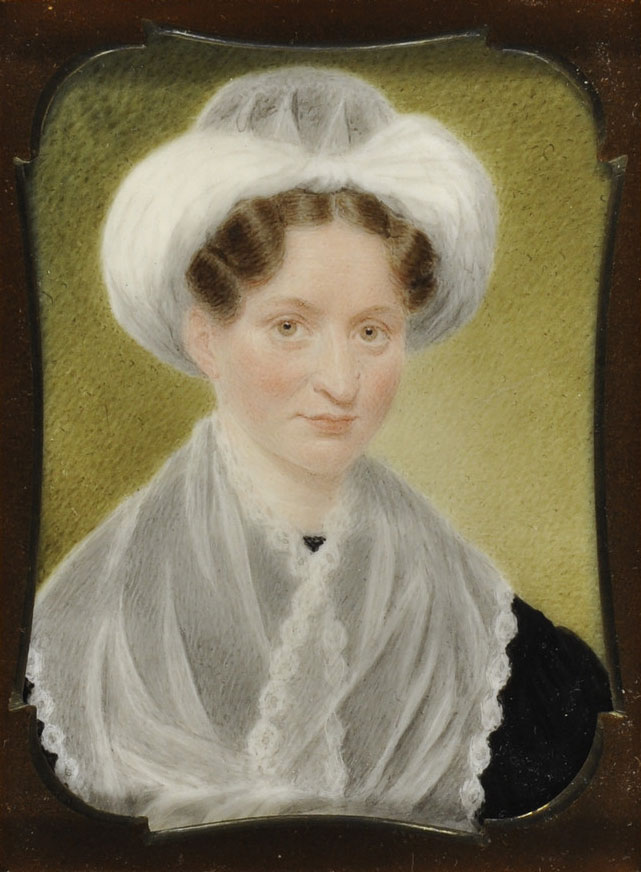
Мері Лайон (1797-1849), засновниця першого жіночого коледжу США

Інституційний прогрес у світській освіті жінок на Заході розпочався в 19 столітті з заснуванням коледжів, що пропонували одностатеве навчання молодим жінкам. Жіноча освіта залишалась гострою темою, що ілюструє сатира Альфреда Теннісона «Принцеса: мішанина» 1848 року, коли королівський коледж вперше відкрився в Лондоні. Емілі Девіс агітувала за освіту жінок у 1860-х, а в 1869 заснувала Гертон-коледж, як і Ен Кло, яка заснувала коледж Ньюнгем у 1875. Прогрес був поступовим і часто залежав від індивідуальних зусиль — наприклад, праця Френсіс Луптон призвела до заснування Лідсівської середньої школи для дівчат в 1876 році. 
Після того, як жінки почали здобувати вищу освіту, постійно розвивалося шкільне навчання та підготовка викладачок для забезпечення початкової освіти. Доступ жінок до традиційно переважно чоловічих установ зайняв кілька поколінь.
Взаємозв’язані теми бар’єрів в освіті та зайнятості продовжували становити кістяк феміністичної думки в 19 столітті, як це описала Гаррієт Мартіно у статті "Жіноча індустрія" (1859) в Единбурзькому журналі. Попри зміни в економіці, становище жінок у суспільстві суттєво не покращилося.
Зусилля жінок, таких як Емілі Девіс та групи Ленгхем (під керівництвом Барбари Бодішон) принесли плоди. Королівський коледж (1848) та Бедфордський коледж (1849) у Лондоні почали пропонувати деяку освіту жінкам, і до 1862 року Девіс створила комітет, який переконав університети дозволити жінкам здавати нещодавно створені (1858) Кембриджські місцеві іспити, що мало частковий успіх. Вони з Бодішон заснували перший вищий навчальний заклад для жінок із п’ятьма студентками, який у 1873 році став Гертон-коледжем при Кембриджі. У 1879 з′явилися Сомервільський коледж (Оксфорд) та Коледж леді Маргарет. Попри ці помітні досягнення, мало хто могли ними скористатися, а життя студенток було дуже важким.
В рамках постійного діалогу британських та американських феміністок суфражистка Елізабет Блеквелл, перша жінка в США з медичною освітою (1849), читала лекції у Великій Британії за підтримки Ленгхема. Успішна кампанія Гаррет для участі у виборах до Лондонської шкільної ради в 1870 році — ще один приклад того, як невеличка група рішучих жінок починала досягати позицій впливу на рівні місцевого самоврядування та державних органів.

## Подальше читання
- Акер, Сандра та ін. ред. Всесвітній щорічник освіти 1984: Жінки та освіта (1984)
- Конвей, Джилл Керр та Сьюзен К. Бурк, ред. Політика жіночої освіти: перспективи з Азії, Африки та Латинської Америки (1993)
- Діллі, СД "Історична перспектива гендерної нерівності та розвитку у світовій економіці, близько 1850-2000". (Кандидатська дисертація, Утрехт, 2015). онлайн [Архівовано 3 серпня 2017 у Wayback Machine.]
- Айзенманн, Лінда. Історичний словник жіночої освіти в США (1998) в Інтернеті [Архівовано 29 грудня 2019 у Wayback Machine.]
- Гарріган, Патрік. "Жінки-вчителі та навчання дівчат у Франції: останні історіографічні тенденції". Французькі історичні дослідження (1998) 21 # 4: 593–610. онлайн [Архівовано 28 листопада 2020 у Wayback Machine.]
- Келлі, Гейл П., вид. Міжнародний довідник жіночої освіти (Greenwood Press, 1989).
- ЛеВайн, Роберт А. "Жіноче шкільне навчання в Азії та Африці". Африканські та азійські дослідження 16.1-2 (2017): 128–138.
- Мак, Грейс CL Жінки, освіта та розвиток в Азії: транснаціональні перспективи (2017).
- Міллер, Паула. "Гендер та освіта до і після масового навчання". у Teresa A. Meade and Merry E. Wiesner-Hanks, ред. Супутник гендерної історії (2004): 129–145.
- Пурвіс, Джун. Історія жіночої освіти в Англії (Відкритий університет, 1991).
- Ріордан, Корнелій. "Значення відвідування жіночого коледжу: освіта, професія та виплата доходу". Журнал вищої освіти 65.4 (1994): 486–510. в США
- Роджерс, Ребекка. "Вчимося бути добрими дівчатами та жінками: освіта, навчання та школи". у Deborah Simonton, ed., The Routledge History of Women in Europe since 1700 (2006). 111–151.
- Рурі, Джон Л. Освіта та робота жінок: Жіноче шкільне навчання та розподіл праці в міській Америці, 1870-1930 (1991).
- Зеберг, Вільма. "Розширення можливостей шкільного навчання для дівчат у сільському Китаї: виявлення можливостей та соціальних змін у селі". Порівняльний освітній огляд 58.4 (2014): 678-707.
- Зеберг, Вільма та ін. "Фрикції, що активізують зміни: динаміка глобальних та місцевих неурядових організацій з питань освіти та розширення можливостей жінок у Китаї, Індії та Пакистані" Азійсько-Тихоокеанський освітній журнал 37.2 (2017): 232–247.
- Шелдон, Кетлін. Історичний словник жінок у Африці на південь від Сахари. (Rowman & Littlefield, 2016)
- Сперлінг, Гена Б., та Ребекка Вінтроп, ред. Що працює в освіті для дівчат: Свідчення найкращих інвестицій у світі (Brookings Institution Press, 2015).
- Толлі, Кім. Наукова освіта американських дівчат: історична перспектива (Routledge, 2014).
- Тіак, Девід та Елізабет Хансот. Навчання разом: Історія спільного навчання в американських державних школах (1992).
- Вуді, Томас. Історія жіночої освіти в США (2 т. 1929)
- Barry Turner (1974), Equality for some: The story of girls' education

### Історична література
- Батсаа Макін (1673), Нарис з відродження античної освіти джентльменів у релігії, манерах, мистецтві та мовах
- Davies, John Llewelyn (1879). Thirty years' progress in female education. London.
- Анна Джулія Купер (1892), Вища освіта жінок
- Аліса Циммерн (1898), Відродження освіти дівчат в Англії
- Bathsua Makin (1673), An Essay to Revive the Ancient Education of Gentlewomen, in Religion, Manners, Arts & Tongues
- Anna Julia Cooper (1892), The Higher Education of Women
- Alice Zimmern (1898), Renaissance of Girls' Education in England
- Thomas Woody (1929), A History of Women's Education in the United States, 2 vols.

## зовнішні посилання
- Літературна енциклопедія, Освіта жінок 1650-1750 [Архівовано 7 грудня 2020 у Wayback Machine.]
- Освіта дівчат: Свіфт, леді Мері Уортлі Монтагу та інші [Архівовано 15 квітня 2021 у Wayback Machine.]
- Архів домашньої економіки: Традиція, дослідження, історія (СЕРЦЕ) [Архівовано 22 червня 2010 у Wayback Machine.]
Колекція електронних книг з понад 1000 книг з домашньої економіки за період з 1850 по 1950 рік, створена Бібліотекою Манна [Архівовано 19 серпня 2010 у Wayback Machine.] при Університеті Корнелла.
- Американська асоціація університетських жінок [Архівовано 19 серпня 2017 у Wayback Machine.]
- Нарис Джена Сперлінга про освіту дівчат [Архівовано 21 жовтня 2014 у Wayback Machine.]